# Økokrim
Økokrim (Den sentrale enhet for etterforskning og påtale av økonomisk kriminalitet og miljøkriminalitet) er en norsk national politietat oprettet i 1989. Økokrim efterforsker og påtaler økonomisk kriminalitet, miljøkriminalitet og datakriminalitet.
Økokrim er et politiorgan med påtalekompetence. Dette gør at organet både er underlagt Riksadvokaten og Politidirektoratet.

## Eksternt link
- Økokrim (officiel side)